# Sirețel
Sirețel est une commune roumaine située dans le județ de Iași.